# Zwrot
Zwrot je literární měsíčník určený polské menšině na Těšínsku. Jeho vydavatelem je Polský kulturně-osvětový svaz v České republice.

## Historie
Vychází v nákladu 1550 výtisku s finanční podporou Ministerstva kultury České republiky a Ministerstvem zahraničí Polské republiky. Sídlem vydavatelství je Český Těšín.
Jedná se o časopis věnující se, osvětě, historii, cestování, umění a kultuře se zaměřením na Těšínské Slezsko a polskou menšinu. Jsou zde publikovány články cestopisné, historické, eseje, fejetony, poezie, reportáže a diskuzní články. První číslo časopisu se objevilo dne 24. prosince 1949. Prvním šéfredaktorem byl Paweł Kubisz. V průběhu let se měnil formát i vzhled časopisu. Střídavě do roku 1967 byl to formát A4, do roku 2007 A a nyní opět formát A4. Taktéž se výrazně k lepšímu změnila kvalita papíru, tisku a barevnost stránek.

## Šéfredaktoři
Seznam redaktorů podle zdroje
- Paweł Kubisz (1949–1958)
- Tadeusz Siwek (1958–1964)
- Jan Rusnok (1964–1969)
- Eugeniusz Suchanek (1972–1976)
- Bronisław Bielan (1976–1979)
- Kazimierz Kaszper (1979–1981)
- Piotr Przeczek (1983–1990)

- Jan Rusnok (1990–1992)
- Dorota Havlík (1993–1995)
- Elżbieta Stróżczyk (1995–2006)
- Kazimierz Kaszper (2007–2012)
- Halina Sikora-Szczotka (2012–2017 )
- Izabela Kraus-Żur (2018 –  )